# Gran Premio de Bélgica de Motociclismo de 1978
El Gran Premio de Bélgica de Motociclismo de 1978 fue la séptima prueba de la temporada 1978 del Campeonato Mundial de Motociclismo. El Gran Premio se disputó el 2 de julio de 1978 en el Circuito de Spa. Esta sería la última ocasión en que una prueba de Velocidad se disputará en el trazado del larguísimo circuito de Spa Francorchamps (14,100 km). Este circuito fue rechazado en principio por la FIM para la disputa de Grandes Premios, por las pocas garantías de seguridad que ofrecía. No obstante, los organizadores lograron que fuera homologado para un año más, con lo que tuvieron tiempo de efectuar todas las reformas precisas para que volver a acoger el premio del año siguiente.

## Resultados 500cc
En la categoría reina, el holandés Wil Hartog se impuso por sorpresa ya que todos daban como favorito a Kenny Roberts, que se tuvo que conformar con la segunda plaza, o Johnny Cecotto, que tuvo que abandonar por avería.
| 1        | Wil Hartog            | Suzuki | 39' 50" 4 | 15 |
| 2        | Kenny Roberts         | Yamaha | +15" 8    | 12 |
| 3        | Barry Sheene          | Suzuki | +18" 6    | 10 |
| 4        | Michel Rougerie       | Suzuki | +21" 3    | 8  |
| 5        | Teuvo Länsivuori      | Suzuki | +1' 18" 9 | 6  |
| 6        | Takazumi Katayama     | Yamaha | +1' 19" 0 | 5  |
| 7        | Marco Lucchinelli     | Suzuki |           | 4  |
| 8        | Alex George           | Suzuki |           | 3  |
| 9        | Tom Herron            | Suzuki |           | 2  |
| 10       | Dennis Ireland        | Suzuki |           | 1  |
| 11       | John Woodley          | Suzuki |           |    |
| 12       | John Williams         | Suzuki |           |    |
| 13       | Bosse Granath         | Suzuki |           |    |
| 14       | Graziano Rossi        | Suzuki |           |    |
| 15       | Jack Findlay          | Suzuki |           |    |
| 16       | Greg Johnson          | Suzuki |           |    |
| 17       | Hervé Regout          | Suzuki |           |    |
| 18       | Max Wiener            | Suzuki | +1 Vuelta |    |
| 19       | Les van Breda         | Suzuki | +1 Vuelta |    |
| 20       | Gerhard Vogt          | Suzuki | +1 Vuelta |    |
| 21       | Guy Cooremans         | Suzuki | +1 Vuelta |    |
| 22       | Jean-Claude Hogrel    | BUT    | +1 Vuelta |    |
| Ret      | Johnny Cecotto        | Yamaha | Ret       |    |
| Ret      | Boet van Dulmen       | Suzuki | Ret       |    |
| Ret      | Philippe Coulon       | Suzuki | Ret       |    |
| Ret      | Steve Baker           | Suzuki | Ret       |    |
| Ret      | Virginio Ferrari      | Suzuki | Ret       |    |
| Ret      | Alan North            | Ret    |           |    |
| Ret      | Bruno Kneubühler      | Suzuki | Ret       |    |
| Ret      | Jon Ekerold           | Suzuki | Ret       |    |
| Ret      | Børge Nielsen         | Suzuki | Ret       |    |
| Ret      | John Newbold          | Suzuki | Ret       |    |
| Ret      | Cees Scheepens        | Suzuki | Ret       |    |
| Ret      | Franz Rau             | Suzuki | Ret       |    |
| Ret      | Dick Alblas           | Suzuki | Ret       |    |
| Ret      | Steve Parrish         | Suzuki | Ret       |    |
| Ret      | Franz Heller          | Suzuki | Ret       |    |
| DNQ      | Carlos de San Antonio | Suzuki | DNQ       |    |
| Sources: |                       |        |           |    |

## Resultados 250cc
En el cuarto de litro, el triunfo de Paolo Pileri sobre Morbidelli dejó a todos perplejos puesto que a lo largo de toda la temporada el italiano solamente había conseguido puntuar en una prueba. Tras él, se clasificaron los italianos Franco Uncini y Walter Villa, otro italiano que no
había logrado nada positivo hasta este momento.
| Pos. | Piloto              | Moto            | Tiempo    | Pts. |
| ---- | ------------------- | --------------- | --------- | ---- |
| 1    | Paolo Pileri        | Morbidelli      | 40' 35" 0 | 15   |
| 2    | Franco Uncini       | Yamaha          | +23" 1    | 12   |
| 3    | Walter Villa        | Harley-Davidson | +37" 6    | 10   |
| 4    | Patrick Fernandez   | Yamaha          | +37" 8    | 8    |
| 5    | Kork Ballington     | Kawasaki        | +1' 07" 0 | 6    |
| 6    | Mario Lega          | Morbidelli      | +1' 07" 2 | 5    |
| 7    | Anton Mang          | Kawasaki        |           | 4    |
| 8    | Vic Soussan         | Yamaha          |           | 3    |
| 9    | Pentti Korhonen     | Yamaha          |           | 2    |
| 10   | Leif Gustafsson     | Yamaha          |           | 1    |
| 11   | Jon Ekerold         | Yamaha          |           |      |
| 12   | Etienne Geeraerd    | Yamaha          |           |      |
| 13   | Albert Debouny      | Yamaha          |           |      |
| 14   | Josef Hage          | Japol           |           |      |
| 15   | Pekka Nurmi         | Yamaha          |           |      |
| 16   | Reino Eskelinen     | Yamaha          |           |      |
| 17   | René Delaby         | Yamaha          |           |      |
| 18   | Eero Hyvärinen      | Yamaha          |           |      |
| 19   | Clive Padgett       | Yamaha          |           |      |
| 20   | Kenny Blake         | Yamaha          |           |      |
| 21   | Ken Nemoto          | Yamaha          |           |      |
| 22   | Dieter Heinen       | Yamaha          |           |      |
| 23   | Roland Faesser      | Yamaha          |           |      |
| 24   | Armand Gras         | Yamaha          |           |      |
| Ret  | John Dodds          | Yamaha          | Ret       |      |
| Ret  | Kenny Roberts       | Yamaha          | Ret       |      |
| Ret  | Michel Biver        | Yamaha          | Ret       |      |
| Ret  | Jean-François Baldé | Kawasaki        | Ret       |      |
| Ret  | Tom Herron          | Yamaha          | Ret       |      |
| Ret  | Raymond Roche       | Yamaha          | Ret       |      |
| Ret  | Jean-Marc Toffolo   | Yamaha          | Ret       |      |
| Ret  | Gregg Hansford      | Kawasaki        | Ret       |      |
| Ret  | Ray Quincey         | Yamaha          | Ret       |      |
| Ret  | Guy Origer          | Yamaha          | Ret       |      |
| Ret  | Francis Hollebecq   | Yamaha          | Ret       |      |
| Ret  | Marc Fontan         | Yamaha          | Ret       |      |
| Ret  | Pierre Tocco        | Yamaha          | Ret       |      |
| Ret  | Mick Grant          | Kawasaki        | Ret       |      |
| DNQ  | Harald Merkl        | Yamaha          | DNQ       |      |
| DNQ  | Roland Freymond     | Yamaha          | DNQ       |      |
| DNQ  | Olivier Liégeois    | Yamaha          | DNQ       |      |
| DNQ  | Patrick de Radiguès | Yamaha          | DNQ       |      |
| DNQ  | Alain Nies          | Yamaha          | DNQ       |      |
| DNQ  | Yves de Kimpe       | Yamaha          | DNQ       |      |
| DNQ  | Michel Steven       | Yamaha          | DNQ       |      |
| DNQ  | Franck Gross        | Yamaha          | DNQ       |      |
| DNQ  | Ron Kirkham         | Yamaha          | DNQ       |      |
| DNQ  | Guy Bertin          | Yamaha          | DNQ       |      |
| DNQ  | Didier de Radiguès  | Yamaha          | DNQ       |      |
| DNQ  | Christian Estrosi   | Yamaha          | DNQ       |      |
| DNQ  | Jean-Claude Baele   | Yamaha          | DNQ       |      |
| DNQ  | Éric Saul           | Yamaha          | DNQ       |      |
| DNQ  | Eddie Roberts       | Yamaha          | DNQ       |      |
| DNQ  | Børge Nielsen       | Yamaha          | DNQ       |      |
| DNQ  | John Weeden         | Yamaha          | DNQ       |      |
| DNQ  | Sadao Asami         | Yamaha          | DNQ       |      |
| DNQ  | Dirk du Plooy       | Yamaha          | DNQ       |      |
| DNQ  | Valerio Pessotto    | Yamaha          | DNQ       |      |
| DNQ  | Denis Boulom        | Yamaha          | DNQ       |      |
| DNQ  | Roger Kockelman     | Yamaha          | DNQ       |      |
| DNQ  | Philippe Jacob      | Yamaha          | DNQ       |      |
| DNQ  | Olivier Chevallier  | Yamaha          | DNQ       |      |
| DNQ  | Hervé Moineau       | Yamaha          | DNQ       |      |
| DNQ  | Richard Hubin       | Yamaha          | DNQ       |      |

## Resultados 125cc
También en 125cc, doblete de los pilotos de Minarelli: el italiano Pier Paolo Bianchi y el español Ángel Nieto, que quedaron primero y segundo respectivamente. Con esta victoria, Bianchi recorta distancias respecto al líder de la general, el italiano Eugenio Lazzarini, que acabó sexto en este Gran Premio.
| Pos. | Piloto                 | Moto       | Tiempo    | Pts. |
| ---- | ---------------------- | ---------- | --------- | ---- |
| 1    | Pier Paolo Bianchi     | Minarelli  | 38' 12" 2 | 15   |
| 2    | Ángel Nieto            | Minarelli  | +3" 3     | 12   |
| 3    | Maurizio Massimiani    | Morbidelli | +11" 1    | 10   |
| 4    | August Auinger         | Morbidelli | +1' 29" 3 | 8    |
| 5    | Patrick Plisson        | Morbidelli | +1' 34" 3 | 6    |
| 6    | Eugenio Lazzarini      | MBA        |           | 5    |
| 7    | Hans Müller            | Morbidelli |           | 4    |
| 8    | Rolf Blatter           | Morbidelli |           | 3    |
| 9    | Cees van Dongen        | Morbidelli |           | 2    |
| 10   | Matti Kinnunen         | Morbidelli |           | 1    |
| 11   | Bennie Wilbers         | Morbidelli |           |      |
| 12   | Jean-Claude Selini     | Morbidelli |           |      |
| 13   | Walter Koschine        | Bender     |           |      |
| 14   | Clive Horton           | Morbidelli |           |      |
| 15   | Enrico Cereda          | Morbidelli |           |      |
| 16   | Benga Johansson        | Morbidelli |           |      |
| 17   | Yves Dupont            | Morbidelli |           |      |
| 18   | Jan Huberts            | Morbidelli |           |      |
| 19   | Bernd Schneider        | Bender     |           |      |
| 20   | Jan Ubels              | Buton      |           |      |
| Ret  | Harald Bartol          | Morbidelli | Ret       |      |
| Ret  | Jean-Louis Guignabodet | Morbidelli | Ret       |      |
| Ret  | Stefan Dörflinger      | Morbidelli | Ret       |      |
| Ret  | Julien van Zeebroeck   | Morbidelli | Ret       |      |
| Ret  | Thierry Espié          | Motobécane | Ret       |      |
| Ret  | Jacky Hutteau          | Morbidelli | Ret       |      |
| Ret  | Poliet                 | Morbidelli | Ret       |      |
| Ret  | Hans-Jürgen Hummel     | Morbidelli | Ret       |      |
| Ret  | Marc-Anton Constantin  | Morbidelli | Ret       |      |
| Ret  | Felice Agostini        | Morbidelli | Ret       |      |
| Ret  | Aldo Pero              | Morbidelli | Ret       |      |
| Ret  | Kees van de Ven        | Morbidelli | Ret       |      |
| Ret  | Lida                   | Honda      | Ret       |      |
| Ret  | Ryszard Mankiewicz     | MZ         | Ret       |      |
| Ret  | Per-Edvard Carlsson    | Morbidelli | Ret       |      |
| Ret  | Laurent Gomis          | Morbidelli | Ret       |      |
| Ret  | Michel Simul           | Honda      | Ret       |      |
| Ret  | René Renier            | Honda      | Ret       |      |
| DNQ  | Jean-Claude Baele      | Morbidelli | DNQ       |      |
| DNQ  | Claudio Lusuardi       | Morbidelli | DNQ       |      |
| DNQ  | Freddy Blaise          | Morbidelli | DNQ       |      |
| DNQ  | Guy Collard            | Morbidelli | DNQ       |      |
| DNQ  | Eddy Goffinet          | Morbidelli | DNQ       |      |

## Resultados 50cc
También en 50cc, el piloto español Ricardo Tormo da un paso de gigante para alzar el título y gana de forma contundente sobre el segundo, tanto en la carrera como en la general, Eugenio Lazzarini.
| Pos. | Piloto                | Moto     | Tiempo    | Pts. |
| ---- | --------------------- | -------- | --------- | ---- |
| 1    | Ricardo Tormo         | Bultaco  | 31' 52" 3 | 15   |
| 2    | Eugenio Lazzarini     | Kreidler | +56" 1    | 12   |
| 3    | Stefan Dörflinger     | Kreidler | +2' 23" 2 | 10   |
| 4    | Claudio Lusuardi      | Bultaco  | +2' 24" 6 | 8    |
| 5    | Peter Looijesteijn    | Kreidler | +2' 34" 9 | 6    |
| 6    | Pierre Dumont         | Kreidler | +2' 48" 7 | 5    |
| 7    | Hagen Klein           | Kreidler |           | 4    |
| 8    | Patrick Plisson       | ABF      |           | 3    |
| 9    | Cees van Dongen       | Kreidler |           | 2    |
| 10   | Theo Timmer           | Kreidler |           | 1    |
| 11   | Jacky Hutteau         | Kreidler |           |      |
| 12   | Wolfgang Müller       | Kreidler |           |      |
| 13   | Joaquín Galí          | Bultaco  |           |      |
| 14   | Ramón Galí            | Bultaco  |           |      |
| 15   | Günter Schirnhofer    | Kreidler |           |      |
| 16   | Daniel Corvi          | Kreidler |           |      |
| 17   | Chris Baert           | Kreidler |           |      |
| 18   | Marcel van der Steene | Kreidler |           |      |
| 19   | Michel de Poligny     | Scrab    |           |      |
| 20   | Dirk van der Donckt   | Kreidler |           |      |
| 21   | Wolfgang Golembeck    | Kreidler |           |      |
| 22   | Franz Unger           | Kreidler |           |      |
| 23   | Ove Skifjeld          | Kreidler |           |      |
| 24   | Otto Machinek         | Kreidler |           |      |
| Ret  | Ingo Emmerich         | Kreidler | Ret       |      |
| Ret  | Reiner Scheidhauer    | Kreidler | Ret       |      |
| Ret  | Yves Le Toumelin      | Kreidler | Ret       |      |
| Ret  | Serge Julin           | Lusuardi | Ret       |      |
| Ret  | Hans Müller           | Kreidler | Ret       |      |
| Ret  | Charles Dumont        | Kreidler | Ret       |      |
| Ret  | Julien van Zeebroeck  | Kreidler | Ret       |      |
| Ret  | Aldo Pero             | Kreidler | Ret       |      |
| Ret  | Rolf Blatter          | Kreidler | Ret       |      |
| Ret  | Gerhard Bauer         | Kreidler | Ret       |      |
| DNQ  | Georges Fissette      | Kreidler | DNQ       |      |
| DNQ  | Emmanuel Ghilain      | Kreidler | DNQ       |      |
| DNQ  | Henrique Sande        | Bultaco  | DNQ       |      |
| DNQ  | Robert Evrard         | Kreidler | DNQ       |      |
| DNQ  | René Loge             | Kreidler | DNQ       |      |
| DNQ  | Benjamin Laurent      | Kreidler | DNQ       |      |
| DNQ  | Mika-Sakari Komu      | Kreidler | DNQ       |      |